# BK Inpek UKF Nitra
BK Inpek UKF Nitra (celým názvem: Basketbalový klub Inpek Univerzita Konštantína Filozofa Nitra) byl slovenský univerzitní basketbalový klub, který sídlil v Nitře ve stejnojmenném kraji. Klub sdružoval pouze ženské a dívčí družstva. Oddíl patřil pod patronát Univerzity Konštantína Filozofa v Nitre. Klubové barvy byly bílá a modrá.
Založen byl v roce 2003. Již v brzké době se univerzitní klub dostal do nejvyšší soutěže žen. Největším úspěchem v této lize bylo dosažení bronzové příčky, a to v letech 2007, 2009 a 2011. Po posledním úspěchu se vedení klubu rozhodlo ukončil oddílovou činnost. Důvodem byl nesouhlas s volbou staronového vedení slovenského basketbalu. Nezávisle pak na klubu nadále pokračuje v činnosti jeho akademie pod názvem BKM Junior UKF Nitra.
Své domácí zápasy odehrával v městské hale Nitra s kapacitou 1 950 diváků.

## Umístění v jednotlivých sezonách
Zdroj:
Legenda: ZČ – základní část, červené podbarvení – sestup, zelené podbarvení – postup, fialové podbarvení – reorganizace, změna skupiny či soutěže
| Slovensko (2003 – 2011) |                    |           |           |          |                                                |
| Sezóna                  | Název v ročníku    | Úroveň    | Soutěž    | ZČ       | Play-off                                       |
| 2003/04                 | BK Inpek UKF Nitra | 2. úroveň | 1. liga   | 5. místo |                                                |
| 2004/05                 | BK Inpek UKF Nitra | 2. úroveň | 1. liga   | 3. místo | Finálová skupina (3. místo); postup            |
| 2005/06                 | BK Inpek UKF Nitra | 1. úroveň | Extraliga | 7. místo | Čtvrtfinále                                    |
| 2006/07                 | BK Inpek UKF Nitra | 1. úroveň | Extraliga | 3. místo | Zápas o 3. místo (výhra)                       |
| 2007/08                 | BK Inpek UKF Nitra | 1. úroveň | Extraliga | 3. místo | Zápas o 3. místo (prohra)                      |
| 2008/09                 | BK Inpek UKF Nitra | 1. úroveň | Extraliga | 3. místo | Zápas o 3. místo (výhra)                       |
| 2009/10                 | BK Inpek UKF Nitra | 1. úroveň | Extraliga | 4. místo | Čtvrtfinále                                    |
| 2010/11                 | BK Inpek UKF Nitra | 1. úroveň | Extraliga | 4. místo | Zápas o 3. místo (výhra); odhlášení ze soutěže |